# 고정식 (공무원)
Request error occurred:
고정식(高廷植, 1955년 3월 16일 ~ , 서울)은 대한민국의 공무원이다. 제20대 특허청장과 한국광물자원공사 사장을 역임하였다. 본관은 제주.

## 학력
- 1973년 : 중앙고등학교 졸업
- 1977년 : 서울대학교 화학공학 학사
- 1979년 : 카이스트 대학원 화학공학 석사
- 미시간대학교 대학원 경제학 석사
- 1988년 : 미시간대학교 대학원 경제학 박사

## 경력
- 청와대 사무관 특채
- 1979 : 상공부 자원정책과장
- 중화학공업추진기획단 과장
- 동력자원부 근무(사무관)
- 동력자원부 에너지지도과장
- 1991.03 ~ 1993.05 : UN 아시아 태평양 경제사회위원회 에너지정책자문관
- 산업자원부 정밀화학과장
- 산업자원부 산업기술협력과장
- 1997.08 ~ 1999.11 : 주 오스트레일리아 대사관 상무참사관
- 1999.11 ~ 2001.12 : 산업자원부 자원정책과장
- 2001.12 ~ 2002.03 : 생산기술연구원 파견관
- 산업자원부 전기위원회 사무국 근무
- 산업자원부 생활산업국장
- 산업자원부 자원정책심의관
- 2007.03 ~ 2008.03 : 산업자원부 에너지자원정책본부장
- 2008.05 ~ 2010.04 : 특허청장
- 2010 : 김앤장법률사무소 고문
- 2012.08 ~ 2015.06 : 한국광물자원공사 사장
- 서울대학교 총동창회 상임부회장

| 전임 전상우 | 제20대 특허청장 2008년 5월 1일 ~ 2010년 4월 30일 | 후임 이수원 |